# Tarcísio Meira
 (août 2021).
Si vous disposez d'ouvrages ou d'articles de référence ou si vous connaissez des sites web de qualité traitant du thème abordé ici, merci de compléter l'article en donnant les références utiles à sa vérifiabilité et en les liant à la section « Notes et références ».
Tarcísio Meira, de son vrai nom Tarcísio Magalhães Sobrinho, né le 5 octobre 1935 à São Paulo et mort le 12 août 2021 dans la même ville, est un acteur de cinéma, de théâtre et de télévision brésilien dont la carrière a débuté dans les années 1960.
Marié à l'actrice Glória Menezes, il est le père de l'acteur Tarcísio Filho.

## Biographie
Tarcísio Meira est un descendant de la famille de propriétaires terriens d'origine portugaise de Magalhães, qui vit au Brésil depuis le début du XVIIIe siècle. Il aspire à une carrière de diplomate, mais après avoir été rejeté par l'Institut Rio Branco, il se consacre entièrement au théâtre, pour lequel il choisit le nom de sa mère, Tarcísio Meira, comme nom de scène. À partir de 1957, il apparaît régulièrement sur la scène. Son premier rôle à la télévision date de 1961 dans la telenovela Maria Antonieta, et sa première apparition dans un long métrage remonte à 1963 dans Casinha Pequenina. Toujours en 1963, Tarcísio Meira obtient un rôle de premier plan dans la première telenovela diffusée quotidiennement au Brésil, 2-5499 Ocupado.
En 1962, Tarcísio Meira épouse l'actrice Glória Menezes. Leur fils, né en 1964, est également devenu un acteur connu sous le nom de Tarcísio Filho. En 1968, Tarcísio Meira et Menezes sont engagés par la chaîne de télévision Rede Globo en tant que membres permanents de la distribution des telenovelas. Leur première série, produite en 1968 par Rede Globo, Sangue e Areia, basée sur le roman Du sang et du sable de Vicente Blasco Ibáñez, connaît un grand succès public. Par la suite, Tarcísio Meira et Menezes sont également fréquemment choisis comme couples mariés ou amants. Il joue aussi en 1972 dans Independência ou Morte, dans le rôle de Dom Pedro 1er. Dans les années 1980, Tarcísio Meira apparaît dans des longs métrages et des mini-séries télévisées, mais continue également à travailler dans des telenovelas et sur scène.
Hospitalisé le 6 août 2021 à cause du Covid-19, il meurt le 12 août à l'hôpital Albert Einstein de São Paulo.

## Filmographie

### Télévision
- 1985 : Grande Sertão: Veredas : Hermógenes